# Rasno zakonodavstvo NDH
Rasno zakonodavstvo u Nezavisnoj Državi Hrvatskoj (NDH) bilo je deo celokupne unutrašnje politike NDH zasnovano na politici Trećeg Rajha i Kraljevine Italije. Po direktivama Sila Osovine, ustaške vlasti su bile u obavezi da celokupno zakonodavstvo usaglase sa nemačkim, odnosno italijanskim zakonodavstvom, u oblastima koje su se odnosile na nacionalne i rasne isključivosti.  U tom smislu NDH je bila obavezna da glavne ciljeve rasne politike od početka Prvog svetskog rata ugrađuju u pravni sistem koji je u svom krajnjem ostvarenju trebalo da dovede do “čistog hrvatskog životnog prostora”.

## Preduslovi
Dezintegracijom i podelom Kraljevine Jugoslavije koju su sproveli pobednici Aprilskog rata, nastala je NDH, na prostoru Hrvatske, Bosne i Hercegovine i Srema, a jedno vreme i Raške oblasti, s tim što su Nemačka i Italija odredile svoje zone uticaja i zadržale određene vojne efektive u njima. Sledeći načela i politički program koji su do tada zastupali i koristeći pogodnu antisemitsku atmosferu u Banovini Hrvatskoj, ustaše su objavile niz zakona koji su bili upereni protiv Jevreja, Roma i Srba.
Odmah po formiranju države, sledeći primer nacista od kojih su često primali instrukcije, vlast u Nezavisnoj Državi Hrvatskoj u svojim unapred planiranim planovima za ubijanje Srba dodaje i još oštrije mere protiv Jevreja. To se sastojalo od 3 faze: 
•eskomunikacija, 
- koncentracija i
- eksterminacija.

Tako je celokupna unutarašnja politika NDH zasnovana  na politici nacističke Nemačke i fašističke Italije, pa je to „ustaške dužnosnike” nateralo da i celo zakonodavstvo prilagode njemačkom, odnosno italijanskom, pa su se tako i zakonske odredbe u zakonima NDH temeljile na nacističkoj i rasnoj isključivosti. Tu politiku među prvima je objavio u Zagrebu, 22. aprila 1941. godine novopostavljeni ministar unutrašnjih poslova Andrija Artuković, koji je za Der Deutsche Zeitung ni Kroatien, dao sledeću izjavu u kojoj je naveo da će vlada Nezavisne Države Hrvatske: 
Uskoro riješiti židovsko pitanje na isti način kao što ga je riješila njemačka vlada“, i „da će se svom strogošću nadzirati, da se rasni zakon u najskorije vrijeme striktno primijeni.

Početkom maja Ante Pavelić je ponovio svoj stav u sličnoj izjavi za iste novine: 
Židovsko će se pitanje radikalno riješiti prema rasnim i gospodarskim gledištima. 
Odmah po formiranju NDH i uspostavljanju vlasti, sledeći stavovove nacionalsocijalizma u Nemačkoj i politički program koji su pristalice ustaštva do tada zastupala, stvoremna je pogodna antisemitska atmosfera u Banovini Hrvatskoj, u kojoj su ustaše objavile niz zakona koji su bili upereni protiv Jevreja, Roma i Srba. Time su pravno ozakonili diskriminaciju i teror koji su sprovodili nad njima.
Gotovo od samoga osnivanja ustaške države vlasti su svim svojim potencijalima usmerile na Jevrejsku (i srpsku) imovinu. U tom smislu donesene su posebne „zakonske odredbe“ po kojima je jevrejska pokretna i nepokretna imovina proglašena „državnim vlasništvom“. Time je omogućena pljačka u ime države, iza koje se krio i veliki broj zlodela, uz sve otvoreniju podršku, bez želje da da spreče zlodela, jer su ustaše nisu smatrale takva dela „ilegalnim“, i time su potsticale nepravdu.

Najava holokausta realizovana je donošenjem niza rasnih zakona koji su bili upereni protiv Jevreja, ali i Roma.
U periodu od prva dva meseca postojanja vlasti NDH su donele 15 zakonskih odredbi koje su bitno uticale na društveni i ekonomski položaj Jevreja, a zatim i na njihov opstanak na ovom prostoru. Srbi su, kao glavni protivnik u novoformiranoj državi, bili pod udarom antidržavnih zakona, od kojih su pojedini korišćeni i protiv Jevreja.

## Neke od značajnijih zakonskih odredaba iz rasnog zakonodavstva NDH
Među značajnije zakonske odredabe rasnog zakonodavstva NDH spadaju:

### Zakonska odredba za odbranu naroda i države
Polazeći od načele o neophodnosti političkog teroru, i potrebe nacionalsocijalizma za masovnim strijeljanjem talaca do osnivanja logora, nastala je ova zakonska odredba46 Njome je regulisano da svako 
...ko na bilo koji način povrijedi ili je povrijedio čast i životne interese hrvatskog naroda ili na bilo koji način ugrozi opstanak NDH ili državne vlasti, pa makar djelo i ostalo samo u pokušaju, čini se krivcem zločinstva veleizdaje” i “tko se učini krivcem zločina u točki 1. ima ga stići kazna smrti”.
 
Istom zakonskom odredbom predviđeno je osnivanje “izvanrednih narodnih sudova”, koji su zakonskom odredbom od 17. maja prerasli u preke sudove. Ante Pavelić je u skladu sa ovim zakonom 5. jula 1941. detaljnije odredio nadležnosti prekih sudova. Oni su dobili zadatak da kažnjavaju osobe koje ugrožavaju NDH... 
...pisanjem, tiskanjem, izdavanjem ili širenjem knjiga, novina, proglasa, letaka ili slika ili na bilo koji drugi način vrše promidžbu protiv hrvatske države, zatim osobe koje rade da se neki dio NDH odcijepi iz cjeline ili rade da se promijeni današnje državno uređenje ili društveni poredak u državi, ili da se uguši ustaški poredak.

### Zakonska odredba o rasnoj pripadnosti
Zakonskom odredbom o rasnoj pripadnosti regulisan je pojam arijevsko porekla, i način njegovog priznavanja. Tako je po ovoj zakonskoj uredbi bliže određeno:
- Da nije arijevac osoba koja ne potiče od predaka, koji su pripadnici evropske rasne zajednice ili potiču od potomaka te zajednice van Evrope.
- Postupak utvrđivanja arijevskog porekla.
- Koje se osobe smatraju Jevrejima.[5]

### Zakonska odredba o zaštiti arijevske krvi i časti hrvatskog naroda
Zakonskom odredbom o zaštiti arijevske krvi i časti hrvatskog naroda, želelo se zabraniti sklapanje braka između Jevreja i drugih lica nearijskog porekla sa
osobama arijevskog poreklatla. U skladu sa ovom uredbom morala se tražiti posebna dozvola za sklapanje braka koju je moglo izdati samo  Ministarstvo unutarnjih poslova po saslušanju rasnopolitičkoga povjerenstva. I pored ove zakonske mogućnosti broj takvih slučajeva koji je bio u proceduru ustaške administracije bio relativno mali i skoro po pravilu svi zahtevi za sklapanje braka rešavani suj negativno.

Ovom uredbom poseban naglasak bio je je stavljen i na zabranu 
...izvanbračno spolno općenje Židova ili ine osobe, koja nije arijske krvi, sa ženskom osobom arijskog podrijetla.
”. U skladu sa ovom uredbom svaki muškarac nearijevska osoba krčio bi ovu zabranu stupanjem u vanbračnu zajednicu, što se matralo  zločin oskvrnuća rasa, i  kažnjavalo se zatvorom ili tamnicom”. U naročito teškim slučajevima, npr silovanju nevine devojke, moglas se izreći smrtna kazna.
Ovom oodredbom bilo je zabranjeno i zapošljavanje arijevskih žena mlađih od 45 godina u domaćinstvima Jevreja. Uredbom je propisan i odredba da  svi oni koji su nakon 1. decembra 1918. godine promenili svoje prezime, po bilo kom osnovu, uzmu svoje prvobitno prezime.

### Zakonska odredba o državljanstvu
Zakonskom odredbom o državljanstvu diskriminacija Jevreja je zaokružena: 
Državni pripadnik NDH je  osoba, koja stoji pod zaštitom NDH, a državljanin NDH je samo državni pripadnik arijskog porijetla, koji je svojim držanjem dokazao, da nije radio protiv oslobodilačkih težnja hrvatskog naroda i koji je voljan spremno i vjerno služiti hrvatskom narodu i NDH.
Ovim pravnim aktom praktično, se smatralo da osobe koje nisu arijevskog porekla (Romi, Srbi ili Jevreji)  deluju protiv države, pa samim tim one nisu mogle imati povlašćen status državljanina. A kao nedržavni pripadnici NDH mogli su biti izložena svakoj vrsti samovolje i progona.

### Zakonska odredba o prelazu iz jedne vere na drugu
Nametanjem rimokatoličke vere kao dominantne vere u NDH, nastalo je masovno pokrštavanje pripadnika drugih vera izuzev jevrejske. Naime ovom zakonskom uredbom je onemogućen prelaz iz jevrejske vere u katolicizam ili islam (jer su ukinuti svi dotadašnji zakonski propisi o načinu prelaza na drugu veru). Mada prelaz na rimokatoličku ili islamsku veru nije značilo i priznanje arijevstva.

### Zakonska odredba o zaštiti narodne i arijevske kulture hrvatskog naroda
U skalu sa odredbama o zaštiti narodne i arijevske kulture hrvatskog naroda Jevrejima je bilo zabranjeno svako učešće u radu, organizacijama i ustanovama: “društvenog, omladinskog, sportskog i kulturnog života hrvatskog naroda uopšte, a zatim u književnosti, novinarstvu, likovnoj i muzičkoj umetnosti, urbanizmu, pozorištu i filmu.

## Ukidanje rasnog zakonodavstva od strane NDH
Kako je vreme u okupaciji prolazilo, a Drugi svetski rat se sve više  bližio kraju, vlastima NDH bilo je sve očiglednije da je saveznička pobeda neizbežna, i da će Narodnooslobodilačka borba okončati postojanje NDH. U tom smislu početkom 1945. godine među čelnicima NDH počela se rađati ideja o očuvanju NDH kao državne tvorevine, i po okončaju Drugog svetskog rata. Kako bi se domogle tog cilja ustaške vođe želele su da pridobiju saveznike za podršku opstanku NDH.

U odbranu poretka, i pridobijanju masa, 5. maja 1945. donesena  je Zakonska odredba o izjednačenju prava pripadnika NDH s obzirom na rasnu pripadnost. U njoj piše: 
Sve zakonske odredbe, prema kojima se pripadnici Nezavisne Države Hrvatske razlikuju s obzirom na rasnu pripadnost, kao i svi ostali propisi, izdani na temelju tih zakonskih odredaba, gube pravnu moć. 
Time su vlasti u NDH pokušale dobiti podršku u realizacije namere da nastave borbu sa novosnovanom Jugoslavenskom armijom. Međutim takve zamisli bile su osuđene na propast od prvog dana, zbog potpunog uništenje sila Osovine, pa je jedini mogući ishod bila kapitulacija NDH, kao jedne od zadnjih vernih saveznika Hitlera u Evropi.

## Posledice rasnog zakonodavstva u NDH
U ustaškim logorima i na ostalim stratištima u NDH od ukupno 39.000 Jevreja, izgubilo je živote oko 24.000, a oko 7.000 SS-ovci su uz pomoć ustaša u
leto 1942. i proleće 1943. poslali u smrt u razne nacističke logore, najviše u Aušvic.
Sa područja NDH preživelo je približno 8.000 do 9.000 Jevreja, najviše u područjima pod italijanskom kontrolom i u partizanima. Tragedija Jevreja unutar
NDH ostavila je teške posledice i tragove na hrvatsko te bosansko-hercegovačko Jevrejstvo.
Prema Slavku Goldsteinu na području današnje Hrvatske bilo je 1940. godine oko 25.500 članova jevrejski opština, a rat je preživelo oko 5.500.
Tomašević iznosi podatak da je na području današnje Bosne i Hercegovine prema proceni broja stanovnika početkom 1941. od 14.000 živote izgubilo njih 10.000.

## Literatura
- Goldstein, Ivo, „Antisemitizam u Hrvatskoj: Korijeni, pojava i razvoj antisemitizma u Hrvatskoj“, Antisemitizam, holokaust, antifašizam, ur. Ognjen Kraus, Židovska općina Zagreb, Zagreb, 1996., 12-53.
- Goldstein, Ivo, „Stjepan Radić i Židovi“, Radovi: Radovi Zavoda za hrvatsku povijest Filozofskoga fakulteta Sveučilišta u Zagrebu, 1, (29) 1996., 208-2016.
- Goldstein, Ivo, Povijest 21: Hrvatska povijest, Zagreb: EPH, 2008.
- Goldstein, Slavko, „Židovi Hrvatske u antifašističkom otporu“, Antisemitizam, holokaust, antifašizam, ur. Ognjen Kraus, Židovska općina Zagreb, Zagreb, 1996., 148-155.
- Matković, Hrvoje, Povijest Nezavisne Države Hrvatske, Naklada Pavičić, Zagreb, 2002.
- Švob, Melita, Židovi u Hrvatskoj, Zagreb: K.D. Miroslav Šalom Freiberger; Židovska općina Zagreb, 1997.
- Tomasevich, Jozo, Rat i revolucija u Jugoslaviji 1941 – 1945: okupacija i kolaboracija, EPH, Novi liber, Zagreb, 2010.
- David Živić, Holokaust u NDH, Sveučilište Jurja Dobrile u Puli, Filozofski fakultet, Završni rad, Pula, 2016.